# GP van Noord-Ierland MX1 2006
De Grote Prijs van Noord-Ierland 2006 in de MX1-klasse motorcross werd gehouden op 27 augustus 2006 op het circuit van Desertmartin. Het was de dertiende Grote Prijs van het wereldkampioenschap. 
Indien Stefan Everts ook deze Grote Prijs kon winnen, zou dat zijn honderdste GP-zege geweest zijn. Maar voor het eerst in dit seizoen werd Everts geklopt; het was Joshua Coppins die won, dankzij een tweede plaats achter Everts in de eerste reeks en een overwinning, vóór Everts, in de tweede reeks. Everts en Coppins behaalden evenveel punten, maar Coppins won dankzij een beter resultaat in de tweede reeks.

## Uitslag eerste reeks
| Plaats | Naam              | Land |
| ------ | ----------------- | ---- |
| 1      | Stefan Everts     | BEL  |
| 2      | Joshua Coppins    | NZL  |
| 3      | Ken De Dycker     | BEL  |
| 4      | Kevin Strijbos    | BEL  |
| 5      | Gordon Crockard   | IRL  |
| 6      | Kornél Németh     | HUN  |
| 7      | Manuel Priem      | BEL  |
| 8      | Jonathan Barragán | ESP  |
| 9      | Antti Pyrhönen    | FIN  |
| 10     | Cristian Beggi    | ITA  |

## Uitslag tweede reeks
| Plaats | Naam              | Land |
| ------ | ----------------- | ---- |
| 1      | Joshua Coppins    | NZL  |
| 2      | Stefan Everts     | BEL  |
| 3      | Jonathan Barragán | ESP  |
| 4      | Ken De Dycker     | BEL  |
| 5      | Kevin Strijbos    | BEL  |
| 6      | Manuel Priem      | BEL  |
| 7      | Kornél Németh     | HUN  |
| 8      | Tanel Leok        | EST  |
| 9      | James Noble       | GBR  |
| 10     | Antti Pyrhönen    | FIN  |

## Eindstand Grote Prijs
| Plaats | Naam              | Land | Punten |
| ------ | ----------------- | ---- | ------ |
| 1      | Joshua Coppins    | NZL  | 47     |
| 2      | Stefan Everts     | BEL  | 47     |
| 3      | Ken De Dycker     | BEL  | 38     |
| 4      | Kevin Strijbos    | BEL  | 34     |
| 5      | Jonathan Barragán | ESP  | 33     |
| 6      | Manuel Priem      | BEL  | 29     |
| 7      | Kornél Németh     | HUN  | 29     |
| 8      | Antti Pyrhönen    | FIN  | 23     |
| 9      | Tanel Leok        | EST  | 22     |
| 10     | Gordon Crockard   | IRL  | 16     |

## Tussenstand wereldkampioenschap
| Plaats | Naam                  | Land | Punten |
| ------ | --------------------- | ---- | ------ |
| 1      | Stefan Everts         | BEL  | 639    |
| 2      | Kevin Strijbos        | BEL  | 458    |
| 3      | Steve Ramon           | BEL  | 418    |
| 4      | Ken De Dycker         | BEL  | 409    |
| 5      | Tanel Leok            | EST  | 387    |
| 6      | Jonathan Barragán     | ESP  | 306    |
| 7      | Joshua Coppins        | NZL  | 249    |
| 8      | Pascal Leuret         | FRA  | 242    |
| 9      | Manuel Priem          | BEL  | 239    |
| 10     | Cédric Melotte        | BEL  | 224    |
| 11     | James Noble           | GBR  | 198    |
| 12     | Francisco García Vico | ESP  | 196    |
| 13     | Julien Bill           | SUI  | 167    |
| 14     | Antti Pyrhönen        | FIN  | 161    |
| 15     | Gordon Crockard       | IRL  | 153    |
| 16     | Brian Jørgensen       | DEN  | 131    |
| 17     | Marvin Van Daele      | BEL  | 129    |
| 18     | Wyatt Avis            | RSA  | 106    |
| 19     | Danny Theybers        | BEL  | 102    |
| 20     | Sébastien Tortelli    | FRA  | 99     |